# ラブリーナイト
ラブリーナイトは、1985年10月6日から1994年5月29日までRKB毎日放送ラジオで放送されていたラジオ番組。放送時間は毎週日曜日深夜24:40 - 24:50。バップの一社提供番組。

## 概要
歴代パーソナリティは全て、当時バップに所属していたアーティストたち。
番組構成は主に、10分間に曲を2曲、曲の間にトークとはがき紹介というもの。回によってはゲストを入れてのトークもあった。はがき採用者には特製テレホンカードなどが贈られていた。
本番組はRKB毎日放送の単独放送で、はがきなどの募集もRKBで受け付けていたが、制作と収録は東京のラジオ番組制作会社・綜合放送のスタジオで行われていた。
円谷優子時代の当時は、はがきに書いた通りのメッセージを彼女自ら放送して、留守番電話のメッセージを作ってくれる「優子の声の留守番電話」の企画を行っていたことがあった。
1990年10月改編で、この枠のパーソナリティが藤野明美に交替したが、この時に番組タイトルは藤野明美の曲のタイトルに合わせて『楽園ホテルに夜がくる』に改められ、『ラブリーナイト』のタイトルは一旦途切れたが、1991年10月改編でパーソナリティが胡桃沢ひろこに交替した際にラブリーナイトのタイトルが復活した。
本番組終了後は、バップ枠は『久川綾のパジャマナイト』（1994年6月 - 1995年3月）、『青西高嗣の眠れやしねえ』（1995年4月 - 1996年3月）と続いている。

## 歴代パーソナリティ
- 森川美穂（1985年10月6日 - 1988年6月）
- 円谷優子（1988年7月 - 1990年9月）
- 胡桃沢ひろこ（1991年10月 - 1992年9月）
- 平井菜水（1992年10月 - 1994年5月29日）